# Бэйн, Десмонд
Десмонд Майкл Бэйн (англ. Desmond Michael Bane; род. 25 июня 1998, Ричмонд, Индиана) — американский профессиональный баскетболист, выступающий в НБА за клуб «Орландо Мэджик».

## Профессиональная карьера

### Мемфис Гриззлис (2020—2025)
Бэйн был выбран на драфте НБА 2020 года под 30-м номером клубом «Бостон Селтикс», он стал первым игроком из Техасского христианского университета с 1995 года, который был выбран в первом раунде драфта  (Курт Томас). Бэйн сразу же был обменян в «Мемфис Гриззлис». 25 ноября 2020 года «Мемфис» объявил о подписании контракта с Бэйном. Он дебютировал в НБА в первом же матче сезона, выйдя со скамейки и набрав 6 очков за 10 минут игрового времени. Бэйн был выбран во вторую сборную новичков НБА по итогам первого сезона. У него был самый высокий процент попадания трехочковых в дебютном сезоне со времен Стефена Карри (минимум 150 попыток).
5 декабря 2021 года Бэйн набрал 29 очков и сделал девять подборов в победе над «Даллас Маверикс» со счетом 97:90. Бэйн и Тайриз Халибертон стали победителями конкурса клатч-бросков в рамках уикенда всех звезд 2022 года. 23 марта 2022 года Бэйн установил рекорд «Гриззлис» по количеству трехочковых бросков за сезон, превзойдя рекорд Майка Миллера, установленный в 2007 году (202).
В первом раунде плей-офф НБА 2022 года против «Миннесоты Тимбервулвз», 22 апреля Бэйн возглавил список по набранным очкам среди всех игроков «Мемфиса», набрав 34 очка во время поражения в 4-й игре со счетом 118-119. 30 апреля Бэйн набрал 23 очка, чтобы помочь «Гриззлис» обыграть «Тимбервулвз» и выйти во второй раунд плей-офф. В этой серии Бэйн сделал 27 трехочковых бросков и установил новый рекорд по количеству трехочковых бросков в истории команды за один плей-офф. Во втором раунде «Гриззлис» проиграли в серии из шести матчей против «Голден Стэйт Уорриорз», которая стала обладателем чемпионского титула.
24 октября 2022 года Бэйн набрал максимальные для себя 38 очков в победе над «Бруклин Нетс» со счетом 134-124. 11 ноября во время матча против «Миннесоты Тимбервулвз» он получил травму правой стопы. Через три дня «Гриззлис» объявили, что у Бэйна диагностировано растяжение связок большого пальца правой ноги 2 степени и он будет повторно обследован через 2-3 недели. 7 декабря «Гриззлис» объявили, что Бэйн выбыл из-за травмы еще на три-четыре недели. Однако он вернулся уже 24 декабря, набрав 17 очков, три подбора и две передачи в победе над «Финикс Санз» со счетом 125:100.
В четвертой игре серии первого раунда плей-офф против «Лос-Анджелес Лейкерс» Бэйн набрал 36 очков (117:111). Два дня спустя Бэйн набрал 33 очка, 10 подборов и 5 передач в пятой игре (116:99), что стало для него лучшим матчем за карьеру в плей-офф. «Мемфис» проиграл серию в 6 матчах. 
9 июля 2023 года Бэйн и «Мемфис Гриззлис» объявили о продлении контракта. По информации СМИ, контракт был заключен на 5 лет и 207 миллионов долларов.
6 декабря 2023 года Бэйн набрал максимальные в карьере 49 очков, а также шесть подборов и восемь передач в матче против «Детройт Пистонс» (116:102). Он также присоединился к Майку Миллеру как единственным игрокам в истории «Гриззлис», набравших не менее 45 очков, пять подборов и пять передач в одной игре.
2 октября 2024 года Бэйн стал полноценным участником тренировочного лагеря после того, как получил травму спины в последних девяти играх сезона 2023/24. 3 марта 2025 года Бэйн записал свой первый в карьере трипл-дабл, набрав 35 очков, 10 подборов и 10 передач в матче против «Атланты Хокс» (130:132).
26 марта 2025 года в матче против «Юты Джаз» Бэйн толкнул партнера по команде Санти Альдаму во время тайм-аута, спровоцировав перепалку между игроками.

### Орландо Мэджик (2025—настоящее время)
15 июня 2025 года Бэйн был обменян в «Орландо Мэджик» на Коула Энтони, Кентавиуса Колдуэлла-Поупа, четыре незащищенных выбора первого раунда, включая 16-й общий выбор на драфте НБА 2025 года, и право на обмен пиками первого раунда 2029 года. Позднее стало известно, что Бэйн поменял свой игровой номер с «22» на «3».

## Статистика

### Статистика в НБА
| Сезон                                                                                    | Команда | Регулярный сезон | Регулярный сезон | Регулярный сезон | Регулярный сезон | Регулярный сезон | Регулярный сезон | Регулярный сезон | Регулярный сезон | Регулярный сезон | Регулярный сезон | Регулярный сезон | Серия плей-офф | Серия плей-офф | Серия плей-офф | Серия плей-офф | Серия плей-офф | Серия плей-офф | Серия плей-офф | Серия плей-офф | Серия плей-офф | Серия плей-офф | Серия плей-офф |
| Сезон                                                                                    | Команда | GP               | GS               | MPG              | FG%              | 3P%              | FT%              | RPG              | APG              | SPG              | BPG              | PPG              | GP             | GS             | MPG            | FG%            | 3P%            | FT%            | RPG            | APG            | SPG            | BPG            | PPG            |
| ---------------------------------------------------------------------------------------- | ------- | ---------------- | ---------------- | ---------------- | ---------------- | ---------------- | ---------------- | ---------------- | ---------------- | ---------------- | ---------------- | ---------------- | -------------- | -------------- | -------------- | -------------- | -------------- | -------------- | -------------- | -------------- | -------------- | -------------- | -------------- |
| 2020/21                                                                                  | Мемфис  | 68               | 17               | 22,3             | 46,9             | 43,2             | 81,6             | 3,1              | 1,7              | 0,6              | 0,2              | 9,2              | 5              | 0              | 19,8           | 57,9           | 50,0           | -              | 3,4            | 2,0            | 0,8            | 0,4            | 5,6            |
| 2021/22                                                                                  | Мемфис  | 76               | 76               | 29,8             | 46,1             | 43,6             | 90,3             | 4,4              | 2,7              | 1,2              | 0,4              | 18,2             | 12             | 12             | 35,6           | 47,8           | 48,9           | 85,7           | 3,8            | 2,2            | 0,9            | 0,8            | 18,8           |
| 2022/23                                                                                  | Мемфис  | 58               | 58               | 31,8             | 47,9             | 40,8             | 88,3             | 5,0              | 4,4              | 1,0              | 0,4              | 21,5             | 6              | 6              | 38,6           | 42,2           | 32,0           | 93,1           | 6,0            | 3,2            | 0,5            | 0,0            | 23,5           |
| 2023/24                                                                                  | Мемфис  | 42               | 42               | 34,4             | 46,4             | 38,1             | 87,0             | 4,4              | 5,5              | 1,0              | 0,5              | 23,7             | Не участвовал  | Не участвовал  | Не участвовал  | Не участвовал  | Не участвовал  | Не участвовал  | Не участвовал  | Не участвовал  | Не участвовал  | Не участвовал  | Не участвовал  |
|                                                                                          | Всего   | 244              | 193              | 29,0             | 46,8             | 41,5             | 87,9             | 4,2              | 3,3              | 1,0              | 0,4              | 17,4             | 23             | 18             | 33,0           | 46,3           | 43,3           | 89,1           | 4,3            | 2,4            | 0,8            | 0,5            | 17,1           |
| Наведите курсор мыши на аббревиатуры в заголовке таблицы, чтобы прочесть их расшифровку. |         |                  |                  |                  |                  |                  |                  |                  |                  |                  |                  |                  |                |                |                |                |                |                |                |                |                |                |                |

### Статистика в NCAA
| Сезон | Команда | Conf   | Class | GP  | GS  | MPG  | FG%  | 3P%  | FT%  | RPG | APG | SPG | BPG | PPG  |
| --- | ------- | ------ | ----- | --- | --- | ---- | ---- | ---- | ---- | --- | --- | --- | --- | ---- |
| 2016/17 | ТКУ     | Big 12 | FR    | 39  | 13  | 20,7 | 51,5 | 38,0 | 76,8 | 2,9 | 1,0 | 0,3 | 0,2 | 7,1  |
| 2017/18 | ТКУ     | Big 12 | SO    | 33  | 32  | 30,5 | 53,9 | 46,1 | 78,0 | 4,1 | 2,5 | 0,9 | 0,2 | 12,5 |
| 2018/19 | ТКУ     | Big 12 | JR    | 37  | 37  | 35,5 | 50,2 | 42,5 | 86,7 | 5,7 | 2,4 | 1,1 | 0,5 | 15,2 |
| 2019/20 | ТКУ     | Big 12 | SR    | 32  | 32  | 36,0 | 45,2 | 44,2 | 78,9 | 6,3 | 3,9 | 1,5 | 0,5 | 16,6 |
| Всего | Всего   | Всего  | Всего | 141 | 114 | 30,3 | 49,5 | 43,3 | 80,4 | 4,7 | 2,4 | 0,9 | 0,4 | 12,7 |
| Наведите курсор мыши на аббревиатуры в заголовке таблицы, чтобы прочесть их расшифровку Статистика приведена с сайта sports-reference.com |         |        |       |     |     |      |      |      |      |     |     |     |     |      |